# Middle Caicos
Middle Caicos, auch Grand Caicos genannt, ist die größte Insel der Caicos-Inseln und gehört zum Britischen Überseegebiet der Turks- und Caicosinseln.
Die Insel ist von den benachbarten Inseln North Caicos und East Caicos nur durch schmale Meeresarme getrennt. Die Fläche von Middle Caicos beträgt 144,2 km². Hinzu kommen ausgedehnte Sumpf- und Wattgebiete an der Südküste, so dass die Landfläche bei Niedrigwasser erheblich größer ist (gesamt etwa 294 km²). Die Nordküste besteht dagegen aus Kalksteinklippen und langen Sandstränden. Auf Middle Caicos befindet sich die größte Höhle der Turks- und Caicosinseln.
An der Nordküste befinden sich die Dörfer Lorimers, Bambarra und der Hauptort Conch Bar. Auf der Insel wohnen 168 Menschen (Zensus 2012). Damit hat Middle Caicos seit 2001, als noch 301 Menschen dort lebten, fast die Hälfte seiner Bewohner verloren und ist von allen bewohnten Insel der Caicos-Inseln die am dünnsten besiedelte.